# Емма Веянт
Емма Веянт (нар. 24 грудня 2001) — американська плавчиня, срібна призерка Олімпійських ігор 2020 року.

## Виступи на Олімпійських іграх
| Олімпіада  | Дисципліна       | Місце |
| ---------- | ---------------- | ----- |
| Токіо 2020 | 400 м комплексом | 2     |